# Psychologia społeczna
Psychologia społeczna – dziedzina nauki z pogranicza psychologii i socjologii badająca, w jaki sposób obecność innych ludzi i ich działania wpływają na psychikę jednostki. Innymi słowy jest to nauka badająca procesy psychiczne oraz zachowanie ludzi znajdujących się w sytuacjach społecznych – takich, w których występują inni ludzie. Jest to stosunkowo młoda gałąź psychologii, która wyodrębniła się dopiero pod koniec lat trzydziestych XX wieku wraz z rozwojem metod eksperymentalnych Kurta Lewina i jego uczniów.
Psychologia społeczna bada w jaki sposób ludzie wywierają wpływ na sposób myślenia, emocje i postawy innych ludzi zarówno nieświadomie, jak i celowym działaniem. Dziedziną badań tej nauki są zarówno procesy społeczne wpływające na indywidualnego człowieka, jak i procesy zachodzące w małych grupach ludzkich.
„…podczas gdy psycholog społeczny bada jednostkę w grupie, socjolog ma do czynienia z grupą jako całością” – wskazuje Floyd Henry Allport. Stefan Baley definiuje ją nieco inaczej: „psychologia społeczna zajmuje się psychologiczną analizą zjawisk społecznych”.
Psychologia społeczna posługuje się metodą statystyczną, metodą porównawczą, metodą etnograficzną, a także metodą eksperymentalną.

## Początki psychologii społecznej
Dziedzina ta ukształtowała się na początku dwudziestego wieku, jednak jej tematykę podejmowano już wcześniej. Jednym z pierwszych jej głośnych dzieł jest Psychologia tłumu Gustave’a Le Bona, napisane jeszcze w dziewiętnastym stuleciu, w którym opisywał on między innymi wpływ tłumu na podejmowane przez jednostkę decyzje. Sformułował on w nim słynną tezę, że jednostka w tłumie zachowuje się inaczej niż poza nim.
Psychologia społeczna w Polsce miała swoje prapoczątki przed II wojną światową, lecz na rzeczywisty jej początek Stanisław Mika wskazuje rok 1959, gdy wydano Wprowadzenie do psychologii społecznej Stefana Baleya.

## Obszar działania
Zajmuje się:
- dynamiką grupy, zajmującą się strukturą, celami i normami grupowymi, procesami komunikowania się, zjawiskiem konformizmu, problemem przywództwa w grupie i konfliktami wewnątrz i na zewnątrz grupy;
- problematyką postaw, zajmującą się czynnikami kształtującymi postawy, technikami zmiany postaw, związkiem postaw z osobowością;
- socjalizacją – procesem, w którym człowiek staje się istotą społeczną, członkiem określonej społeczności, znającym i przestrzegającym obowiązujące w niej normy i zwyczaje;
- zagadnieniami percepcji interpersonalnej.

Psychologia społeczna posługuje się takimi metodami i technikami jak sondaż ankietowy, studium w terenie, eksperyment naturalny, eksperyment w terenie i eksperyment laboratoryjny.
W psychologii społecznej można wyróżnić cztery główne podejścia teoretyczne:
- społeczno-kulturowe
- ewolucyjne
- społecznego uczenia się
- społeczno-poznawcze

To ostatnie podejście jest aktualnie nurtem dominującym. Z perspektywy społeczno-poznawczej psychologia społeczna jawi się jako empiryczne (naukowe) studium wpływu procesów społecznych i poznawczych na sposób, w jaki ludzie:
- spostrzegają i rozumieją siebie nawzajem (poznanie społeczne),
- wywierają wpływ na innych (wpływ społeczny),
- wchodzą w kontakt ze sobą (procesy grupowe, relacje interpersonalne oraz międzygrupowe).

## Cechy
Wpływanie i uleganie wpływom może mieć charakter nieświadomy, jak na przykład podczas naśladowania kogoś, jak i w pełni zamierzony, jak to się dzieje w sytuacjach manipulacji społecznych stosowanych na przykład w reklamie i kampaniach wyborczych.
Dzięki wpływowi społecznemu, grupy społeczne są czymś więcej niż zbiorem jednostek. Poprzez jego oddziaływanie powstają normy grupowe, opinie publiczne, a pojedynczy ludzie potrafią wykroczyć poza interes własny i skierować swoją aktywność na realizację dobra danej społeczności. Wpływ społeczny jest zatem istotną siłą, stojącą u podłoża zjawisk społecznych, które warunkują postęp cywilizacji. Psychologia społeczna wykorzystywana umiejętnie, potrafi wywierać skuteczny wpływ na społeczność, która kształtuje przyszłą rzeczywistość.

## Krytyka naukowości i metodyki
Naukowe badanie samej psychologii społecznej (czyli metanauka) ujawniło istotne problemy związane z metodologią badań: duży udział błędów, niska odtwarzalność i nagminne niewłaściwe, a przy tym naiwne wykorzystywanie danych statystycznych. Problem jest szczególnie systemowy w tej dziedzinie, gdyż w latach 2010., w ramach dużego projektu sprawdzania publikacji, odkryto że tylko 25% wyników z psychologii społecznej można dowieść przez powtórzenie.